# Pasaporte afgano
El pasaporte afgano se expide a  ciudadanos de Afganistán para viajes internacionales. Es renovable cada cinco o diez años. A partir de 2019, se han emitido casi un millón de pasaportes electrónicos. El pasaporte afgano fue introducido por el Emir Abdur Rahman Khan en 1880.
En septiembre de 2011, el  Ministerio de Asuntos Exteriores comenzó a emitir dos tipos de pasaporte biométricos (pasaportes electrónicos) para diplomáticos y funcionarios públicos afganos. Estos fueron producidos en el Reino Unido. En marzo de 2013, se introdujeron nuevos pasaportes electrónicos estándar internacional a todos los ciudadanos de Afganistán.
Según el portavoz del Ministerio de Relaciones Exteriores, Janan Musazai, "en la página de fotos, hay 16 códigos de seguridad". También se discutió la emisión de  tarjetas de identificación electrónica (e-Tazkiras). Se espera que estos cambios eviten el fraude en elecciones futuras, la corrupción gubernamental y mejoren la situación de seguridad de Afganistán. En 2013, el costo de un nuevo pasaporte electrónico afgano era de 5.000  Afganis (US$ 100 dólares estadounidenses), pero en 2019 era de 10.000 afganos (alrededor de US$ 200). Anteriormente, los pasaportes habían sido escritos a mano, pero ya no son válidos.
Afganistán actualmente solo tiene una oficina de pasaportes, que se encuentra en Kabul.  Embajadas y consulados afganos pueden emitir pasaportes ordinarios (que no sean pasaportes diplomáticos o de servicio) en el extranjero.
Al 24 de abril de 2020 los ciudadanos afganos tenían acceso sin visado o con visado a la llegada a solo 26 países y territorios, lo que clasificó el pasaporte afgano conjunto 104 en el mundo (peor junto con el pasaporte iraquí) según el Índice de restricciones de Visa.